# استیو لیسی
استیو لِیسی (انگلیسی: Steve Lacy؛ ‏ ۲۳ ژوئیهٔ ۱۹۳۴ – ۴ ژوئن ۲۰۰۴) ساکسوفون‌نواز و موسیقی‌دان جاز آوانگارد اهل ایالات متحده آمریکا بود. او از نوازندگان برجستهٔ ساکسوفون سوپرانو به‌شمار می‌رود. از فیلم‌هایی که وی در ساخت موسیقی آن‌ها شرکت داشته می‌توان به عشق پردردسر اشاره کرد.